# Campeonato Mundial de Atletismo Júnior de 2014
O Campeonato Mundial de Atletismo Júnior de 2014 foi a 15ª edição do campeonato organizado pela Federação Internacional de Atletismo (IAAF) em Eugene, nos Estados Unidos, entre 22 e 27 de julho de 2014, para atletas classificados como juniores com até 19 anos de idade, nascidos a partir de 1995. Um total de 44 provas foram disputados no campeonato, no qual participaram 1546 atletas de 175 nacionalidades.

## Medalhistas
Durante o campeonato, vários recordes mundiais na categoria júnior e recordes do campeonato foram quebrados.

### Masculino
| Evento                                 | Ouro                                                                                 | Ouro        | Prata                                                                      | Prata        | Bronze                                                                       | Bronze       |
| 100 m detalhes                         | Kendal Williams · Estados Unidos                                                     | 10.21       | Trayvon Bromell · Estados Unidos                                           | 10.28        | Yoshihide Kiryu · Japão                                                      | 10.34        |
| 200 m detalhes                         | Trentavis Friday · Estados Unidos                                                    | 20.04       | Divine Oduduru · Nigéria                                                   | 20.25        | Michael O'Hara · Jamaica                                                     | 20.31        |
| 400 m detalhes                         | Machel Cedenio · Trinidad e Tobago                                                   | 45.13 WJL   | Nobuya Kato · Japão                                                        | 46.17        | Abbas Abubakar Abbas · Bahrein                                               | 46.20        |
| 800 m detalhes                         | Alfred Kipketer · Quênia                                                             | 1:43.95 WJL | Joshua Tiampati Masikonde · Quênia                                         | 1:45.14      | Andreas Almgren · Suécia                                                     | 1:45.65 NJR  |
| 1500 m detalhes                        | Jonathan Kiplimo Sawe · Quênia                                                       | 3:40.02     | Abdi Waiss Mouhyadin · Djibuti                                             | 3:41.38      | Hillary Cheruiyot Ngetich · Quênia                                           | 3:41.61      |
| 5000 m detalhes                        | Yomif Kejelcha · Etiópia                                                             | 13:25.19    | Yasin Haji · Etiópia                                                       | 13:26.21     | Moses Letoyie · Quênia                                                       | 13:28.11     |
| 10000 m detalhes                       | Joshua Kiprui Cheptegei · Uganda                                                     | 28:32.86    | Elvis Kipchoge Cheboi · Quênia                                             | 28:35.20     | Nicholas Mboroto Kosimbei · Quênia                                           | 28:38.68     |
| 110 m com barreiras detalhes           | Wilhem Belocian França                                                               | 12.99 WJR   | Tyler Mason · Jamaica                                                      | 13.06 AJM    | David Omoregie · Reino Unido                                                 | 13.35        |
| 400 m com barreiras detalhes           | Jaheel Hyde · Jamaica                                                                | 49.29 WJL   | Ali Khamis Khamis · Bahrein                                                | 49.55 NJR    | Tim Holmes · Estados Unidos                                                  | 50.07        |
| 3000 m com obstáculo detalhes          | Barnabas Kipyego · Quênia                                                            | 8:25.57     | Titus Kipruto Kibiego · Quênia                                             | 8:26.15      | Evans Rutto Chematot · Bahrein                                               | 8:32.61      |
| Revezamento 4x100 m detalhes           | Estados Unidos · Jalen Miller · Trayvon Bromell · Kendal Williams · Trentavis Friday | 38.70 WJL   | Japão · Takuya Kawakami · Yoshihide Kiryu · Yuki Koike · Masaharu Mori     | 39.02        | Jamaica · Raheem Robinson · Michael O'Hara · Edward Clarke · Jevaughn Minzie | 39.12        |
| Revezamento 4x400 m detalhes           | Estados Unidos · Josephus Lyles · Tyler Brown · Ricky Morgan · Michael Cherry        | 3:03.31 WJL | Japão · Julian Jrummi Walsh · Kaisei Yui · Takamasa Kitagawa · Nobuya Kato | 3:04.11 AJS  | Jamaica · Twayne Crooks · Martin Manley · Nathon Allen · Jaheel Hyde         | 3:04.47      |
| Marcha atlética 10 km detalhes         | Daisuke Matsunaga · Japão                                                            | 39:27.19    | Diego García · Espanha                                                     | 39:51.59 NJR | Paolo Yurivilca · Peru                                                       | 40:02.07 NJR |
| Salto com vara detalhes                | Axel Chapelle França                                                                 | 5.55 WJL    | Daniil Kotov · Rússia                                                      | 5.50         | Oleg Zernikel · Alemanha                                                     | 5.50         |
| Salto em distância detalhes            | Wang Jianan · China                                                                  | 8.08        | Lin Qing · China                                                           | 7.94         | Shotaro Shiroyama · Japão                                                    | 7.83         |
| Salto triplo detalhes                  | Lázaro Martínez · Cuba                                                               | 17.13       | Max Hess · Alemanha                                                        | 16.55        | Mateus de Sá · Brasil                                                        | 16.47 NJR    |
| Salto em altura detalhes               | Mikhail Akimenko · Rússia                                                            | 2.24        | Dzmitry Nabokau · Bielorrússia                                             | 2.24         | Woo Sang-hyeok Coreia do Sul                                                 | 2.24         |
| Arremesso de peso (6 kg) detalhes      | Konrad Bukowiecki · Polónia                                                          | 22.06 WJL   | Denzel Comenentia · Países Baixos                                          | 20.17        | Braheme Days, Jr. · Estados Unidos                                           | 20.01        |
| Lançamento de disco (1,75 kg) detalhes | Martin Marković · Croácia                                                            | 66.94 WJL   | Henning Prüfer · Alemanha                                                  | 64.18        | Sven Martin Skagestad · Noruega                                              | 63.21        |
| Lançamento de martelo (6 kg) detalhes  | Ashraf Amgad Elseify · Catar                                                         | 84.71 WJL   | Bence Pásztor · Hungria                                                    | 79.99        | Ilya Terentyev · Rússia                                                      | 76.31        |
| Lançamento de dardo detalhes           | Gatis Cakšs · Letónia                                                                | 74.04       | Matija Muhar · Eslovênia                                                   | 72.97        | Andrian Mardare · Moldávia                                                   | 72.81        |
| Decatlo júnior detalhes                | Jiří Sýkora · Chéquia                                                                | 8135        | Cedric Dubler · Austrália                                                  | 8094 OJC     | Tim Nowak · Alemanha                                                         | 7980 NJR     |

### Feminino
| Evento                                 | Ouro                                                                               | Ouro         | Prata                                                                           | Prata     | Bronze                                                                           | Bronze    |
| 100 m detalhes                         | Dina Asher-Smith · Reino Unido                                                     | 11.23        | Ángela Tenorio · Equador                                                        | 11.39     | Kaylin Whitney · Estados Unidos                                                  | 11.45     |
| 200 m detalhes                         | Kaylin Whitney · Estados Unidos                                                    | 22.82        | Irene Ekelund · Suécia                                                          | 22.97     | Ángela Tenorio · Equador                                                         | 23.15     |
| 400 m detalhes                         | Kendall Baisden · Estados Unidos                                                   | 51.85        | Gilda Casanova · Cuba                                                           | 52.59     | Olivia Baker · Estados Unidos                                                    | 53.00     |
| 800 m detalhes                         | Margaret Nyairera Wambui · Quênia                                                  | 2:00.49      | Sahily Diago · Cuba                                                             | 2:02.11   | Georgia Wassall · Austrália                                                      | 2:02.71   |
| 1500 m detalhes                        | Dawit Seyaum · Etiópia                                                             | 4:09.86      | Gudaf Tsegay · Etiópia                                                          | 4:10.83   | Sheila Chepngetich Keter · Quênia                                                | 4:11.21   |
| 3000 m detalhes                        | Mary Cain · Estados Unidos                                                         | 8:58.48      | Lilian Kasait Rengeruk · Quênia                                                 | 9:00.53   | Valentina Chepkwemoi Mateiko · Quênia                                            | 9:00.79   |
| 5000 m detalhes                        | Alemitu Heroye · Etiópia                                                           | 15:10.08     | Alemitu Hawi · Etiópia                                                          | 15:10.46  | Agnes Jebet Tirop · Quênia                                                       | 15:43.12  |
| 100 m com barreiras detalhes           | Kendell Williams · Estados Unidos                                                  | 12.89        | Dior Hall · Estados Unidos                                                      | 12.92     | Nadine Visser · Países Baixos                                                    | 12.99 NJR |
| 400 m com barreiras detalhes           | Shamier Little · Estados Unidos                                                    | 55.66        | Shona Richards · Reino Unido                                                    | 56.16 NJR | Jade Miller · Estados Unidos                                                     | 56.22     |
| 3000 m com obstáculo detalhes          | Ruth Jebet · Bahrein                                                               | 9:36.74      | Rosefline Chepngetich · Quênia                                                  | 9:40.28   | Daisy Jepkemei · Quênia                                                          | 9:47.65   |
| Revezamento 4x100 m detalhes           | Estados Unidos · Teahna Daniels · Ariana Washington · Jada Martin · Kaylin Whitney | 43.46 WJL    | Jamaica · Sashalee Forbes · Kedisha Dallas · Saqukine Cameron · Natalliah Whyte | 43.97     | Alemanha · Lisa Marie Kwayie · Lisa Mayer · Gina Lückenkemper · Chantal Butzek   | 44.65     |
| Revezamento 4x400 m detalhes           | Estados Unidos · Shamier Little · Olivia Baker · Shakima Wimbley · Kendall Baisden | 3:30.42 WJL  | Reino Unido · Shona Richards · Loren Bleaken · Sabrina Bakare · Cheriece Hylton | 3:32.00   | Alemanha · Laura Müller · Hannah Mergenthaler · Laura Gläsner · Ann-Kathrin Kopf | 3:33.02   |
| Marcha atlética 10 km detalhes         | Anežka Drahotová · Chéquia                                                         | 42:47.25 WJR | Wang Na · China                                                                 | 44:02.64  | Ni Yuanyuan · China                                                              | 44:16.72  |
| Salto com vara detalhes                | Alayna Lutkovskaya · Rússia                                                        | 4.50         | Desiree Freier · Estados Unidos                                                 | 4.45 AJM  | Eliza McCartney · Nova Zelândia                                                  | 4.45      |
| Salto em distância detalhes            | Akela Jones · Barbados                                                             | 6.34         | Nadia Akpana Assa · Noruega                                                     | 6.31      | Maryse Luzolo · Alemanha                                                         | 6.24      |
| Salto triplo detalhes                  | Rouguy Diallo França                                                               | 14.44        | Liadagmis Povea · Cuba                                                          | 14.07     | Li Xiaohong · China                                                              | 14.03     |
| Salto em altura detalhes               | Morgan Lake · Reino Unido                                                          | 1.93         | Michaela Hrubá · Chéquia                                                        | 1.91 NJR  | Irina Ilieva · Rússia                                                            | 1.88      |
| Arremesso de peso (6 kg) detalhes      | Guo Tianqian · China                                                               | 17.71        | Raven Saunders · Estados Unidos                                                 | 16.63     | Emel Dereli · Turquia                                                            | 16.55     |
| Lançamento de disco (1,75 kg) detalhes | Izabela da Silva · Brasil                                                          | 58.03 WJL    | Valarie Allman · Estados Unidos                                                 | 56.75     | Navjeet Kaur Dhillon · Índia                                                     | 56.36     |
| Lançamento de martelo (6 kg) detalhes  | Al'ona Shamotina · Ucrânia                                                         | 66.05        | Réka Gyurátz · Hungria                                                          | 64.68     | Iliana Korosidou · Grécia                                                        | 63.67     |
| Lançamento de dardo detalhes           | Ekaterina Starygina · Rússia                                                       | 56.85        | Sofi Flinck · Suécia                                                            | 56.70     | Sara Kolak · Croácia                                                             | 55.74     |
| Heptatlo júnior detalhes               | Morgan Lake · Reino Unido                                                          | 6148         | Yorgelis Rodríguez · Cuba                                                       | 6006      | Nadine Visser · Países Baixos                                                    | 5948      |

## Quadro de medalhas
País sede destacado.
| Ordem | País              | Ouro | Prata | Bronze |     |
| 1     | Estados Unidos    | 11   | 5     | 5      | 21  |
| 2     | Quênia            | 4    | 5     | 7      | 16  |
| 3     | Etiópia           | 3    | 3     | 0      | 6   |
| 4     | Reino Unido       | 3    | 2     | 1      | 6   |
| 5     | Rússia            | 3    | 1     | 2      | 6   |
| 6     | França            | 3    | 0     | 0      | 3   |
| 7     | China             | 2    | 2     | 2      | 6   |
| 8     | Chéquia           | 2    | 1     | 0      | 3   |
| 9     | Cuba              | 1    | 4     | 0      | 5   |
| 10    | Japão             | 1    | 3     | 2      | 6   |
| 11    | Jamaica           | 1    | 2     | 3      | 6   |
| 12    | Bahrein           | 1    | 1     | 2      | 4   |
| 13    | Brasil            | 1    | 0     | 1      | 2   |
| 13    | Croácia           | 1    | 0     | 1      | 2   |
| 15    | Barbados          | 1    | 0     | 0      | 1   |
| 15    | Letónia           | 1    | 0     | 0      | 1   |
| 15    | Polónia           | 1    | 0     | 0      | 1   |
| 15    | Catar             | 1    | 0     | 0      | 1   |
| 15    | Trinidad e Tobago | 1    | 0     | 0      | 1   |
| 15    | Uganda            | 1    | 0     | 0      | 1   |
| 15    | Ucrânia           | 1    | 0     | 0      | 1   |
| 22    | Alemanha          | 0    | 2     | 5      | 7   |
| 23    | Suécia            | 0    | 2     | 1      | 3   |
| 24    | Hungria           | 0    | 2     | 0      | 2   |
| 25    | Países Baixos     | 0    | 1     | 2      | 3   |
| 26    | Austrália         | 0    | 1     | 1      | 2   |
| 26    | Equador           | 0    | 1     | 1      | 2   |
| 26    | Noruega           | 0    | 1     | 1      | 2   |
| 29    | Bielorrússia      | 0    | 1     | 0      | 1   |
| 29    | Djibuti           | 0    | 1     | 0      | 1   |
| 29    | Nigéria           | 0    | 1     | 0      | 1   |
| 29    | Eslovênia         | 0    | 1     | 0      | 1   |
| 29    | Espanha           | 0    | 1     | 0      | 1   |
| 34    | Grécia            | 0    | 0     | 1      | 1   |
| 34    | Índia             | 0    | 0     | 1      | 1   |
| 34    | Coreia do Sul     | 0    | 0     | 1      | 1   |
| 34    | Moldávia          | 0    | 0     | 1      | 1   |
| 34    | Nova Zelândia     | 0    | 0     | 1      | 1   |
| 34    | Peru              | 0    | 0     | 1      | 1   |
| 34    | Turquia           | 0    | 0     | 1      | 1   |
| Total | Total             | 44   | 44    | 44     | 132 |

Legenda
| Recorde mundial       | Recorde mundial (World record)               |                       | Recorde africano                      | Recorde africano (African) |                                           | Q | Classificado por posição (Qualified) |
| Recorde do campeonato | Recorde do campeonato (Championship record)  | Recorde da América    | Recorde da América (Americas)         | q                          | Classificado por melhor tempo (Qualified) |   |                                      |
| Melhor marca do ano   | Melhor marca do ano (World leading)          | Recorde asiático      | Recorde asiático (Asian)              | DNS                        | Não largou (Did not start)                |   |                                      |
| Recorde nacional      | Recorde nacional (National record)           | Recorde europeu       | Recorde europeu (European)            | DNF                        | Não terminou (Did not finish)             |   |                                      |
| Recorde pessoal       | Recorde pessoal do atleta (Personal best)    | Recorde da Oceania    | Recorde da Oceania (Oceania)          | DSQ / DQ                   | Desclassificado (Disqualified)            |   |                                      |
| Recorde da temporada  | Recorde da temporada do atleta (Season best) | Recorde sul-americano | Recorde sul-americano (South America) | NM                         | Sem marca (No mark)                       |   |                                      |